# Chechu Meneses
Jesús María Meneses Sabater (Palma de Mallorca, Islas Baleares, España, 4 de enero de 1995) conocido deportivamente como Chechu Meneses, es un futbolista español que juega como defensa central. Actualmente forma parte de la Unió Esportiva Sant Julià de la Primera División de Andorra.

## Trayectoria deportiva
Formado en el clubes base de las Islas Baleares, en categoría juvenil estuvo en equipos como el CD San Francisco o en última instancia en las filas del combinado U19 del RCD Mallorca de División de Honor Juvenil de España.
Al finalizar su etapa formativa, en la temporada 2014/2015 recala en las filas del Club Atlético de Madrid "C" de Tercera División de España para la campaña siguiente fichar por la SD Formentera donde como segundo clasificado en liga disputa el play off de ascenso a Segunda División B de España y alcanzar la segunda ronda de la Copa del Rey cayendo ante el Barakaldo CF.
En el siguiente curso se une al CD Numancia "B" de Tercera División de España, permaneciendo por un año, siendo en la temporada 2017/2018 cuando marcha al Extremadura UD hasta que en el mercado de invierno de ese año ficha por la SRC Peña Deportiva de Segunda División B de España hasta final de campaña.
Con el inicio de la temporada 2018/2019 entra a formar parte de la SD Amorebieta también de la categoría de Segunda División B de España siendo en enero de 2019 cuando pasa a ser jugador de la SD Compostela
Fue en febrero de 2020 cuando firma contrato con el Leiknir Reykjavík de la Segunda División de Islandia y en 2021, por dos campañas, formó parte de la plantilla del Vestri Ísafjördur de la misma categoría del fútbol islandés donde alcanzó el quinto puesto en liga y las semifinales de la Copa de Islandia.
Para la temporada 2022/2023 ficha por la Unió Esportiva Sant Julià de la Primera División de Andorra haciendo su debut en el encuentro correspondiente a la primera jornada de liga en el empate ante Futbol Club Penya d'Andorra.

## Carrera deportiva

### Clubes
| Club                        | País     | Año               |
| --------------------------- | -------- | ----------------- |
| RCD Mallorca U19            | España   | 2013 - 2014       |
| Club Atlético de Madrid "C" | España   | 2014 - 2015       |
| SD Formentera               | España   | 2015 - 2016       |
| CD Numancia "B"             | España   | 2016 - 2017       |
| Extremadura UD              | España   | 2017              |
| SRC Peña Deportiva          | España   | 2018              |
| SD Amorebieta               | España   | 2018              |
| SD Compostela               | España   | 2019 - 2020       |
| Leiknir Reykjavík           | Islandia | 2020 - 2021       |
| Vestri Ísafjördur           | Islandia | 2021 - 2022       |
| Unió Esportiva Sant Julià   | Andorra  | 2022 – Actualidad |